# 愛媛県道203号粟井停車場線
愛媛県道203号粟井停車場線（えひめけんどう203ごう あわいていしゃじょうせん）は、愛媛県松山市を通る一般県道である。

## 概要
JR四国予讃線の粟井駅から愛媛県道179号湯山北条線（旧国道196号）を結ぶ連絡道路である。総延長が短いため、道路上に県道の標識は設置されていない。

### 路線データ
- 総延長：0.1 km
- 起点：松山市鹿峰 （粟井駅前）
- 終点：松山市鹿峰 （愛媛県道179号湯山北条線交点）

## 歴史
- 1928年（昭和3年）9月14日 - 愛媛県告示第527号により、粟井停車場鹿ノ峰線として県道に認定される[1]。
- 1958年（昭和33年）6月27日 - 愛媛県告示第566号により、現路線名である粟井停車場線として県道に認定される（整理番号67番）[2]。
- 1972年（昭和47年）3月16日 - 愛媛県が愛媛県道203号粟井停車場線として認定。

## 地理

### 通過する自治体
- 松山市

### 交差する道路
- 愛媛県道179号湯山北条線

### 沿線
- JR四国予讃線 粟井駅